# Tatár juhar
A tatár juhar (Acer tataricum) a szappanfavirágúak (Sapindales) rendjébe és a szappanfafélék (Sapindaceae) családjába tartozó faj. 2020-ban Magyarországon az Év fája lett.

## Elterjedése
Európa (hiányzik Észak-Európából), Kaukázus, Kis-Ázsia. Sík vidéki-dombvidéki faj.
A Nagyalföldön ritkább, főleg a peremvidékeken található, egyébként gyakori. Magyarországon többek közt a Cserhátban fordul elő.

## Alfajai
- Acer tataricum subsp. aidzuense (Franch.) P.C.DeJong
- Acer tataricum subsp. ginnala (Maxim.) Wesm.
- Acer tataricum subsp. semenovii (Regel & Herder) A.E.Murray
- Acer tataricum subsp. theiferum (W.P.Fang) Y.S.Chen & P.C.de Jong

## Élőhelye
Gyertyános-tölgyesek, cseres-tölgyesek, mészkedvelő tölgyesek, erdős-sztyepp erdők.

## Jellemzése
Közepes termetű fa (20m). 
Törzse szabálytalan, görbe, erősen ágas, kérge téglalapokra tagolt, parás, szürkésbarna, koronája sűrű. 
Vesszeje rozsdabarna, parás, gyakran paraléces, rügyei barnák, csúcsukon szürkén molyhosak. 
Levelei keresztben átellenesek, 4–7 cm hosszúak, 5 ritkábban 3 karéjúak, mellékkaréjosak.  
Poligám virágai laza sátorozó bugában nyílnak, keskeny szirmai sárgászöldek. 
Termése 2–4 cm hosszú ikerlependék, a szárnyak közel párhuzamosan állnak. 
|  |

## Termőhelyi igényei
Meleg-kontinentális faj, hőmérsékleti szélsőségeket és a tartós szárazságot egyaránt jól tűri. Az árterek öntéstalajától a hegyoldalak száraz, sziklás termőhelyéig nagyon különböző talajokon nő.

## Biológiai jellemzői
Hosszú életű (200-300 év), lassan növő faj. Termése szeptember végén érik, október novemberben hullik. Tőről nagyon jól sarjad.

## Ökológiai jellemzői

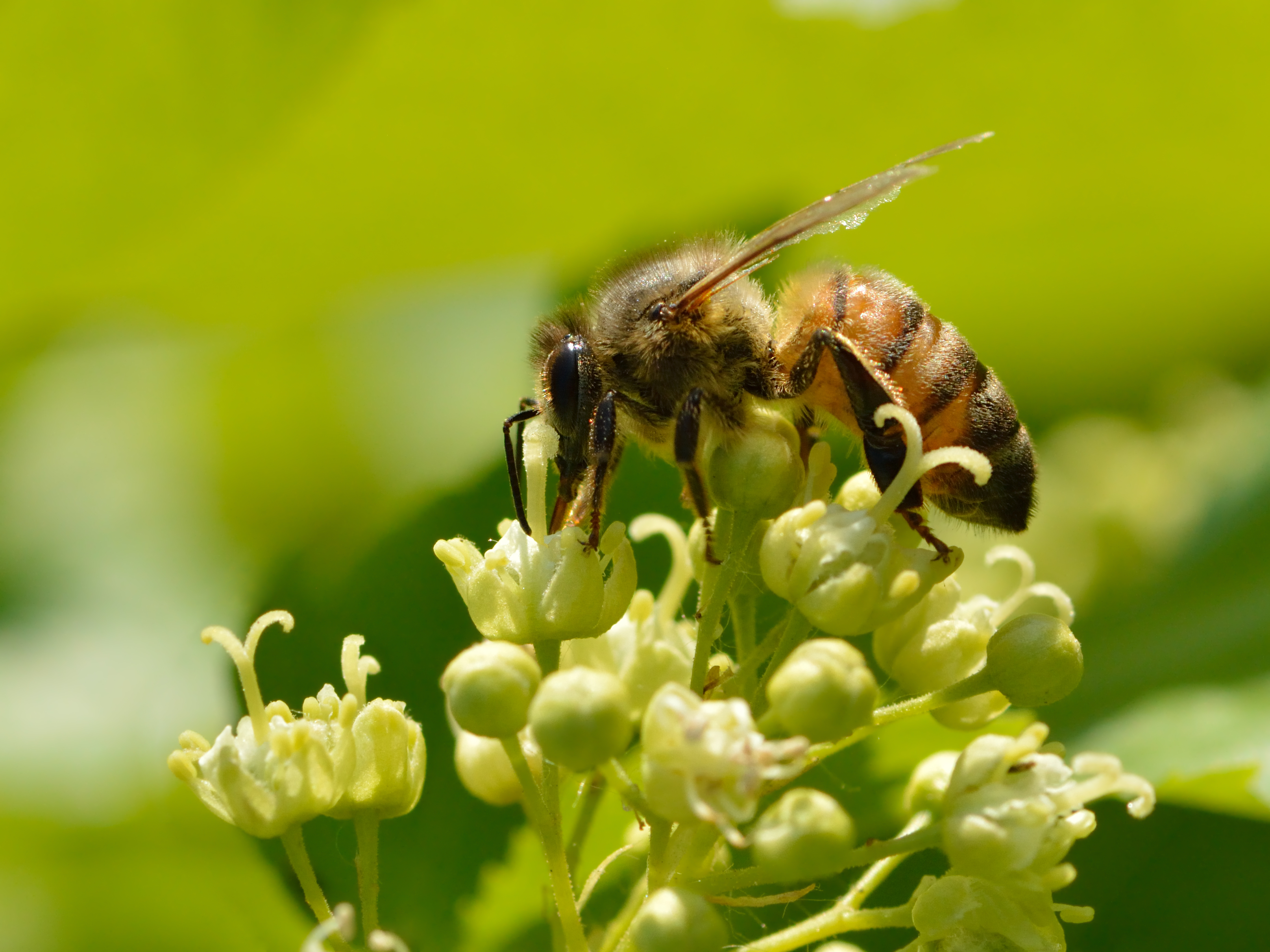

Melegigényes, xeromezofil, árnytűrő, neutrofil.

## Erdőgazdasági jelentősége
Kis termete és lassú növekedése miatt erdőgazdasági fatermesztés tárgyát nem képzi. Faanyagát általában tűzifaként értékesítik.